# روبرت كامبل (لاعب كرة قدم بريطاني)
روبرت كامبل (بالإنجليزية: Robert Campbell)‏ (22 يوليو 1986 بغلاسكو في المملكة المتحدة - ) هو لاعب كرة قدم بريطاني في مركز الهجوم. لعب مع كوين أوف ساوث ونادي دمبرتون ونادي دندي ونادي كيلمارنوك ونادي إيست فيف وAnnan Athletic F.C. ‏.

## وصلات خارجية
- روبرت كامبل (لاعب كرة قدم بريطاني) على موقع قاعدة بيانات كرة القدم.إي يو (الإنجليزية)
- روبرت كامبل (لاعب كرة قدم بريطاني) على موقع Soccerbase.com (لاعب) (الإنجليزية)